# Alice Donut
Alice Donut é uma banda de punk rock e rock alternativo dos Estados Unidos.

## Leitura complementar
- Peterson, Karla (26 de março de 1993). «Alice Donut's rock is an acquired taste -- or lack thereof». San Diego Union-Tribune
- DeRogatis, Jim (9 de março de 1994). «Blind Melon's `No Rain' Has No Backup». Chicago Sun-Times – via HighBeam Research. (pede subscrição (ajuda))
- «Reviews: Alice Donut, Pure Acid Park, Alternative Tentacles». CMJ New Music Monthly. Setembro de 1995. p. 28
- Reinert, Jed (30 de junho de 2000). «Alice Donut saved the best album for last». Intelligencer Journal. Lancaster, PA
- Righi, Len (21 de outubro de 2006). «Coming full circle ** All the right ingredients in place for full Alice Donut band reunion». The Morning Call. Allentown, PA
- Blush, Steven (2016). New York Rock: From the Rise of The Velvet Underground to the Fall of CBGB. [S.l.]: St. Martin's Press. p. 276. ISBN 978-1-250-08361-6